# Катака (округ)
Ка́така или Ка́ттак (англ. Cuttack) — округ в индийском штате Орисса. Административный центр — город Катака. Площадь округа — 3932 км². По данным всеиндийской переписи 2001 года население округа составляло 2 341 094 человека. Уровень грамотности взрослого населения составлял 76,7 %, что значительно выше среднеиндийского уровня (59,5 %). Доля городского населения составляла 27,4 %.